# Pakistan Tehreek-e-Insaf
Pakistan Tehreek-e-Insaf (PTI) (Urdu: پاکستان تحريکِ انصاف (پ‌‍ت‌‍ا), "Pakistaanse Beweging voor Rechtvaardigheid") is een centristische Pakistaanse politieke partij en de huidige regerende partij van Pakistan. PTI is een belangrijke politieke partij naast de PML-N en PPP. Met meer dan 10 miljoen leden, is het de grootste partij van Pakistan en een van de grootste politieke partijen ter wereld.
Direct na de oprichting in 1996 had de partij beperkt succes. Imran Khan won slechts één zetel in de Pakistaanse algemene verkiezingen van 2002. De partij boycotte de verkiezingen van 2008 en uitte beschuldigingen over frauduleuze procedures. In 2013 ontpopte het zich als een grote partij met meer dan 7,5 miljoen stemmen, waarmee het de tweede werd in het aantal stemmen en de derde in het aantal behaalde zetels. PTI mobiliseerde mensen in rally's over publieke problemen over verschillende kwesties en boekte aanzienlijke winst bij de volgende verkiezingen. In 2018 kreeg het 16,9 miljoen stemmen en werd het de grootste van alle politieke partijen in Pakistan tot dan toe. Het vormde de regering van Pakistan in coalitie met 5 andere partijen, voor het eerst met Imran Khan als premier. Vanaf 2020 is de partij op nationaal niveau in de regering en regeert de provincies Khyber-Pakhtunkhwa en Punjab. Het maakt ook deel uit van de coalitieregering in Baloetsjistan en treedt op als de grootste oppositiepartij in Sindh.
Officieel streeft de partij ernaar een islamitische verzorgingsstaat te creëren en religieuze discriminatie in Pakistan te ontmantelen. De partij noemt zichzelf een anti-status-quo-beweging die pleit voor een egalitaire islamitische democratie. Het beweert de enige niet-dynastieke partij te zijn in de reguliere Pakistaanse politiek. De partij is bekritiseerd door haar politieke tegenstanders en analisten omdat zij verschillende economische en politieke kwesties en de verzwakkende economie niet heeft aangepakt. De partij kreeg ook te maken met verzet vanwege het harde optreden tegen de oppositie en de pogingen om de mediakanalen en de vrijheid van meningsuiting te beteugelen.

## Afzetting en vervolging van Imran Khan
Op 10 april 2020 verliest Imran Khan een motie van wantrouwen in het parlement, waardoor hij uit de macht moet worden gezet. Hij beweert dat er sprake is van een door de Verenigde Staten gesteunde samenzwering om hem te ontslaan. Shehbaz Sharif van de partij Pakistan Muslim League-Nawaz (PMLN) wordt de nieuwe premier.
OP 21 oktober 2021 diskwalificeert de nationale verkiezingscommissie Khan als parlementslid, nadat ze hem schuldig heeft bevonden aan ‘corrupte praktijken’, twee maanden nadat hij was aangeklaagd in de staatsgeschenkenzaak, waarin hij wordt beschuldigd van het verkopen van geschenken die hij uit het buitenland zou hebben ontvangen tijdens zijn premierschap.
Op 3 november 2021 ontsnapt Khan aan een moordaanslag, terwijl hij een protestbijeenkomst leidt in de stad Wazirabad in de provincie Punjab om vervroegde verkiezingen te eisen. .
In augustus 2023 wordt Irman Khan gearresteerd om te worden vervolgd wegens de tegen hem gerezen verdenkingen 

## Oproer op 9 mei 2023
Op 9 mei 2023 braken in Pakistan gewelddadige protesten uit nadat Imran Khan in hechtenis werd genomen in verband met mogelijke betrokkenheid bij een corruptiezaak. Hierop vond een gewelddadig oproer plaats plaats, toen landelijke demonstraties van PTI-aanhangers uitliepen op gewelddadige rellen, met name in de steden Lahore, Rawalpindi, Sargodha, Gujranwala, Faisalabad en Multan.
Bij de vervolging van verdachten van deelname aan het hierbij gepleegd geweld werd gebruik gemaakt van antiterrorisme-wetgeving. 
Voordat de verdenkingen tegen Khan in behandeling werden genomen, vonden reeds strafzaken voor militaire rechtbanken plaats tegen burgers die bij de gewelddadige protesten betrokken zouden zijn geweest.
Ondanks de beschuldiging dat de uitspraken van de militaire rechtbanken tegen de verdachten die zouden zijn betrokken bij de chaotische gebeurtenissen op 9 mei 2023 'illegaal en ongrondwettelijk' zouden, verklaarden woordvoerders van de PTU in december 2025 zich bereid onderhandelingsgesprekken te voeren met de regering. Militaire rechtbanken hadden 25 verdachten die betrokken zouden zijn geweest bij de aanvallen op staatsinstallaties van 9 mei 2023 veroordeeld tot gevangenisstraffen van twee tot tien jaar.